# 合田繪利
合田繪利（日语：／ Gōda Eri，3月10日—），日本女性配音員。出身於山口縣。

## 簡歷、人物
賢Production所屬。興趣、特長：按摩、作和菓子、打籃球、游泳。

## 演出
粗體字表示主要角色。

### 電視動畫
2012年
- Another（女子）
- 交響詩篇艾蕾卡7AO（露露）
- 元氣少女緣結神（小竹）
- PSYCHO-PASS（介護員、教務主任）
- Smile 光之美少女！（金本浩子、女性客人、妖精、瞳）
- 美食獵人（女人）

2013年
- 銀狐（男孩子B、男子B）
- 絕園的暴風雨（博之）
- 惡魔阿薩謝爾在召喚你。Z（渚）
- 遊☆戲☆王ZEXAL II（艾納）

2014年
- 火影忍者疾風傳（甲）
- 魔劍姬！通（規劃人員）

2015年
- 潮與虎（學生D）
- 火影忍者疾風傳（睡蓮）

2016年
- 亞人（幼年時期的海斗、護理師、女高中生、報道陣容、天氣預報的聲音）
- JOKER GAME（少年〈次男〉）
- 亞人 第2期（客室乘務員、看護師、對亞通訊員）

2017年
- BORUTO -火影新世代- NARUTO NEXT GENERATIONS-（猿飛未來）

2018年
- 哆啦A夢 (水田山葵版)（小僧）
- 新幹線戰士（五橋銀、五橋城[2]）

2019年
- 蠟筆小新（塾友的母親）
- Star☆Twinkle 光之美少女（甜甜圈店店長）

### 電影動畫
2012年
- 劇場版 TIGER & BUNNY -The Beginning-（車上廣播）

2014年
- 劇場版 TIGER & BUNNY -The Rising-（阿波羅傳媒社員B）

2019年
- 劇場版新幹線戰士：來自未來的神速ALFA-X（五橋銀、五橋城）

### OVA
2015年
- 機動戰士鋼彈 THE ORIGIN（女性秘書）

### 網路動畫
2015年
- BeyWarriors Cyborg（洛可）

### 遊戲
2011年
- 光輝同盟（日语：グロリア・ユニオン）（特雷西、旁白）

2013年
- TIGER & BUNNY ～HERO'S DAY～（紅草莓[3]）

2015年
- 海島大亨5（露露）
- 勇者鬥惡龍 英雄集結 闇龍與世界樹之城（雷堤斯[4]）
- 勇者鬥惡龍VIII 天空、碧海、大地與被詛咒的公主（雷堤斯[4]）

2016年
- 勇者鬥惡龍 英雄集結II 雙子之王與預言的終焉（雷堤斯[5]）

2018年
- 審判之眼：死神的遺言（寺澤繪美）
- 英雄聯盟（凱莎）

### 外語配音
※作品依英文名稱及英文原名排序。

#### 電影
- 3D肉蒲團之極樂寶鑑（冬梅〈周防雪子 飾演〉）
- 驚魂半小時（Juicy〈Bianca Kajlich 飾演〉）
- 黑暗真相（英语：A Dark Truth）（Mia）
- 惡鬼公寓143（英语：Apartment 143）（Benny White〈Damian Roman 飾演〉）
- 恐怖海灣（英语：The Bay (film)）（Jaqueline〈Nansi Aluka 飾演〉）
- 金盞花大酒店
- 神鬼認證4
- 血染拜占庭（英语：Byzantium (film)）（Clara Webb〈Gemma Arterton 主演〉）
- 美國隊長：復仇者先鋒（Max的母親）
- 魔女嘉莉 (2013年電影)（Erika〈Mouna Traore 飾演〉[6]）
- 藥命殺陣（英语：Catch .44）（Kara〈Nikki Reed 飾演〉）
- 聖誕節冰晶爆炸（英语：Christmas Icetastrophe）（Marley Crooge〈Tiera Skovbye 是眼〉）
- 超能失控（Samantha〈Crystal-Donna Roberts 飾演〉）
- 仙履奇緣 (2015年電影)（Princess Chelina of Zaragosa〈Jana Perez 飾演〉[7]）
- 偷天劫車手（Juliette Marne〈Felicity Jones 主演〉[8]）※BD&DVD版。
- 辛白林（英语：Cymbeline (film)）（Imogen〈Dakota Johnson 飾演〉）
- 達文西闇黑英雄（Lucrezia Donati〈Laura Haddock 飾演〉）
- 家有兩個爸（Dylan Mayron〈Owen Wilder Vaccaro 飾演〉）
- 戴安娜（少女）
- 別怕黑（英语：Don't Be Afraid of the Dark (2010 film)）（毛絨玩具）
- 限時絕殺（Tommy）
- 瘋狂萬聖夜（英语：Fun Size）
- 風雲男人幫（Conwell Keeler的兒子）
- 地心引力（Shuttle船長）
- 銀河守護隊（Carina〈Ophelia Lovibond 飾演〉）
- 宙斯之子：赫拉克勒斯（Alkmena[9]）
- 飢餓遊戲系列
  - 飢餓遊戲：星火燎原（Cashmere）
  - 飢餓遊戲：自由幻夢I（Annie Cresta〈Stef Dawson 飾演〉）
  - 飢餓遊戲：自由幻夢 終結戰（Annie Cresta〈Stef Dawson 飾演〉）
- 醉餓遊戲（英语：The Hungover Games）（Katnip Everlean〈Rita Volk 飾演〉）
- 星際效應（Hanley老師〈Collette Wolfe 飾演〉）
- 葉問（葉準〈李澤 飾演〉）
- 鐵娘子（幼少時期的Carol Thatcher）※WOWOW版[注 1]
- 鋼鐵人（女性乘務員3）
- 霹靂遊俠Next（電腦語音）
- 魯邦三世 (2014年電影)
- 絕煞刀鋒（Chica〈Mayra Leal 飾演〉）
- 曼德拉：漫漫自由路（28到32歲時候的Zindzi Mandela〈Lindiwe Matshikiza 飾演〉）
- MIB星際戰警3（總部廣播）※劇院公映版[注 2]。
- 不可能的任務：失控國度（女性店員）
- 大尋寶家
- 誰動了我的蛋糕（英语：My Piece of the Pie）
- 夢露與我的浪漫週記（Vanessa）
- 別讓我走（英语：Never Let Me Go (2010 film)）（Jennifer）
- 殺機四伏（英语：Not Safe for Work (film)）（Anna Newton〈Eloise Mumford 飾演〉）
- 鬼入鏡3（幼少時期的Katie〈Chloe Csengery 飾演〉）
- 幻影計劃（英语：Phantom (2013 film)）（Demi的妻子）
- 龐貝末日：天火焚城（Cassia〈Emily Browning 主演〉）
- 國定殺戮日：無法無天（Cali Sanchez〈Zoë Soul 飾演〉）
- 書緣尋蹤（英语：Reach Me）（Colette〈Kyra Sedgwick 飾演〉）
- 超危險特工（護士1）
- 現代驅魔師（英语：The Rite (2011 film)）（Nina〈Torrey DeVitto 飾演〉）
- 奪魂索（女人1）
- 瘦魔人（Chloe〈Jaz Sinclair 飾演〉）
- STAR WARS：原力覺醒
- 超強台風（日语：超強台風）（研修醫生）
- 雷神索爾2：黑暗世界（助手）
- 大學生"做"了沒？（英语：The To Do List）（Duffy〈Christopher Mintz-Plasse 飾演〉、Amber Klark〈Rachel Bilson 飾演〉）
- 先生你哪位？（Cara〈Denise Vasi 飾演〉）

#### 電視影集
- 惡魔島（Nikki）
- 屍骨袋（Sara Tidwell〈Anika Noni Rose 飾演〉）
- 能聽見我的心嗎？（小時候的車東株）
- 靈書妙探 (第4季)－第1集。
- CSI犯罪現場：紐約（Bess Wohl）
- 美女上錯身（Sienna）
- 神奇律師（Kimberly Chavez）
- 靈異之城（Pillar）
- 時尚女王（趙順熙〈張美姬 飾演〉）
- 權力的遊戲（Arya Stark〈Maisie Williams 飾演〉、Tommen Baratheon〈Dean-Charles Chapman 飾演〉、Doria、Olly）
- 靈感應（Angie）
- 孟漢娜（Diana）
- 檀島警騎2.0（女性警官）
- 淘氣小親親〈韓國版〉（Suwon）
- 法律與秩序：洛杉磯（英语：Law & Order: LA）（西澤）
- 別對我撒謊（Delisha）
- 心計
- 梅林傳奇（Rowena）
- 數字追凶（Margaret）
- 護士當家（黑人女性EMT）
- Oh！My Lady 愛你喲（Oh Jae-hee）
- 金剛戰士
  - 金剛戰士S.P.D.（Sam、Ally）
  - 金剛戰士Mystic Force（Lily）
  - 金剛戰士Super Samurai（Cody）
- 美少女的謊言（Melissa Hastings、Mona Vanderwaal）
- 紅矮星號（自動販賣機23號）
- 慾海醫心（客房工作人員）
- 薩姆和卡特（Bungle）
- 秘密之門（惠慶宮洪氏〈朴恩玭 飾演〉）
- 吸血鬼日記（Miranda Gilbert）

#### 動畫
- 食破天驚2（起動的聲音）
- 海底總動員2：多莉去哪兒？（Deb〈Vicki Lewis 配音〉）
- 精靈旅社（骷髏妻）
- 派拉諾曼：靈動小子（Neil Downe〈Tucker Albrizzi 配音〉）
- Penn Zero：太空英雄（英语：Penn Zero: Part-Time Hero）
- Poli波力（Mary、Stacy、Rody）
- 無敵破壞王（女性廣播）
- 無敵破壞王2：網路大暴走（Dani Fernández[10]）
- 馴鹿大競賽（英语：Robbie the Reindeer）（M）
- 終極蜘蛛俠（Sandra）

### 廣播劇
2014年
- 花之慶次（座敷女B）

### 旁白
- 天橋驕子 (第7季)（艾咪·薩拉比）
- 時裝秀／年輕設計師們的對決（丹妮耶拉·卡爾馬雅）
- 足球才是全部
- 世界高爾夫球場紀行
- 解明 宇宙的結構
- 艾曼紐的列車隨行之旅
- 世界的庭園
- 奧茲醫生秀（英语：The Dr. Oz Show）

## 腳註

## 外部連結
- 賢Production公式官網的聲優簡介（页面存档备份，存于） （日語）